# イシダイ

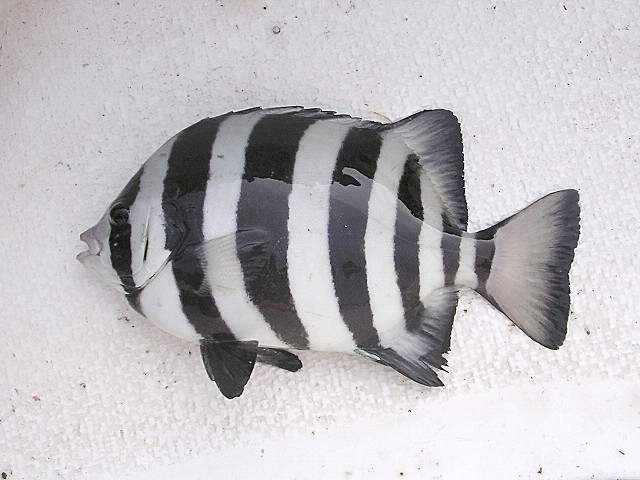
幼魚（シマダイ）。

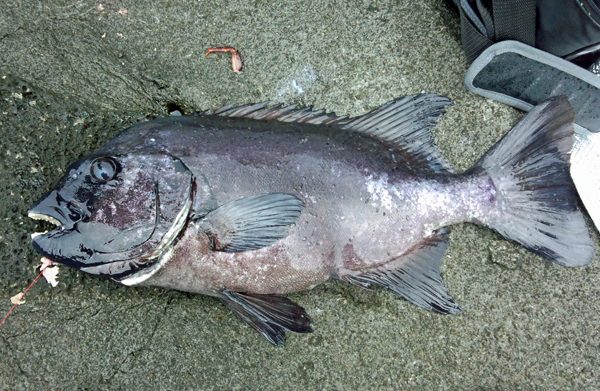
雄の老生魚。

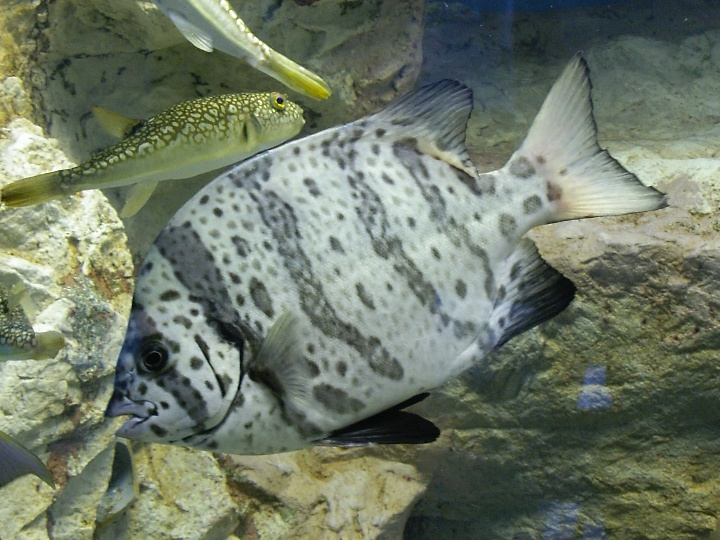
イシガキダイとイシダイの天然交雑個体。2008年に長崎半島沿岸で捕獲され長崎ペンギン水族館で飼育されていたもの

イシダイ（石鯛、学名 Oplegnathus fasciatus） は、スズキ目イシダイ科に属する魚の一種。日本近海に分布する大型肉食魚で、同属のイシガキダイと並んで食用や釣りの対象として人気が高い。また、特に若魚をシマダイ（縞鯛）、サンバソウ（三番叟）、老成したオスをクチグロ（口黒）とも呼ぶ。

## 特徴
成魚は全長50cm程度だが、稀に全長80cm・体重7kgを超える老成個体が漁獲される。体型は左右から押しつぶされたような円盤型で、顎がわずかに前方に突き出る。鱗は細かい櫛鱗で、ほぼ全身を覆う。口は上下の顎ごとに歯が融合し、頑丈なくちばしのような形状になっている。
体色は白地に7本の太い横縞が入るが、成長段階や個体によっては白色部が金色や灰色を帯びたり、横縞が隣と繋がったりもする。幼魚や若魚ではこの横縞が明瞭で、この時期は特にシマダイ（縞鯛）とも呼ばれる。ただし成長につれて白・黒が互いに灰色に近くなり、縞が不鮮明になる。特に老成したオスは全身が鈍い銀色光沢を残した灰黒色となり、尾部周辺にぼんやりと縞が残る程度になる。同時に口の周辺が黒くなることから、これを特に「クチグロ」（口黒）、または「ギンワサ」「ギンカゲ」などと呼ぶ。一方、メスは老成しても横縞が残る。
自然環境下でのイシガキダイ O. punctatus との交雑も確認されている。「グラバー図譜」にはこの交雑個体が載っており、「ナガサキイシダイ」という名前で呼ばれたことがある。交雑個体 (Oplegnathus fasciatus × Oplegnathus punctatus) はイシダイの横縞とイシガキダイの黒斑の両方が現れるが、鰭条数等は母親の影響が強いとされている。2010年11月11日には北海道寿都町の沖合で漁師に捕獲されている。人工交雑は近畿大学水産研究所で1970年に成功した。この雑種は「イシガキイシダイ」、または交雑に成功した近大に因み「キンダイ」とも名付けられている。雑種は生殖機能を持たないため子孫を残せず、学名もつけられていない。

## 生態
北海道以南の日本各地、朝鮮半島南部、台湾に分布するが、ハワイ州でも記録がある。特に西日本沿岸で個体数が多い。よく釣れる水温は18-24度で、極度の高温・低温は好まないとされる。また、水温により成長に差がつくとも考えられている。7kgを超える個体は九州南部、四国南部、紀伊半島、伊豆半島南部、伊豆諸島、ベヨネース列岩で捕獲又は釣られているが、小笠原諸島、男鹿半島等では見られないことから推測出来る。
暖流に面した、浅い海の岩礁域に生息する。成魚は海底の岩陰や洞窟に潜んだり、海底付近を泳ぎ回る。
魚類にしては好奇心が強いことでも知られ、スクーバダイビングや漁などの際に人が近づいても逃げないことがある。稚魚は波打ち際付近にもやってきて、タイドプールで見られたり、海水浴場で泳ぐ人間の身体を口で突いたりもする。これは同属のイシガキダイでも見られる。また、同じスズキ目で、知性が高いとされるホンソメワケベラと一緒にいる場合がある。
食性は肉食性で、甲殻類、貝類、ウニ類などのベントスを捕食する。これらの動物の頑丈な殻も、くちばし状の顎で噛み砕いて中身を食べてしまう。「サザエの貝殻も噛み砕く」とも云われるが、釣り上げた個体の胃内容物を調べてもサザエやアワビ等の殻の固い貝が見られることは稀である。胃の内容物で多く見られるのは漁師が「藻エビ」と呼ぶ海藻に隠れ住む小さなエビやカニ、ヤドカリの一種である。
産卵期は春で、分離浮性卵を産む。孵化した稚魚は流れ藻や流木などに付いて外洋を漂流し、漂着物に付く小動物やプランクトンを捕食しながら成長する。全長数cm程度から浅海の岩礁に定着し、ベントス食となる。
東日本大震災で発生した津波に流された漁船にイシダイが住み着き、太平洋を横断して約8000km離れたアメリカ合衆国ワシントン州ロングビーチまで生きて辿りついた事がある（ツナミ・フィッシュを参照）。

## 地方名
シマダイ（若魚・各地）、サンバソウ（若魚・各地）、クチグロ、ギンワサ、ギンカゲ（オス老成個体・各地）、ハス（各地）、タカバ（富山）、ガダイ（神奈川）、ナベワリ（静岡-和歌山）、ナベダイ（愛知）、ワサナベ（和歌山）、ウミバス（大阪）、クロクチ（広島）、コウロウ（高知）、ヒシャ（長崎）、スサ（熊本）、クシャ、ヒサイオ（鹿児島）、クサネイオ（鹿児島県甑島）、ヒサ（鹿児島県種子島）など地方名が多い。サンバソウは能楽の用語「三番叟」に由来する。
一方、英名は "Striped beakfish"（縞の、くちばしがある魚）"Barred Knifejaw"（帯のある、ナイフのような顎）などがある。"Knifejaw" はイシダイ科の魚の総称として用いられる

## 利用
生息環境の厳しさ・個体の少なさ・成魚の大きさ・引きの激しさから磯釣りの対象として人気が高く、特にクチグロは釣り人の憧れの的ともなっている。釣り以外に定置網などでも漁獲される。ただし成長が遅く長命な魚なので、乱獲の影響で大型個体が減っている。釣り糸には引きの強さに対応してワイヤーが使われる。餌にはサザエ、イセエビ、アワビ、カニなどが用いられる。
稚魚や若魚は水族館などでよく飼育される。好奇心が強いことを利用し、輪くぐりなどのショーを行う施設もある。
食材としての旬は秋である。身は白身で、全長40cm程度までが美味とされる。大型個体は却って味が落ち、シガテラ中毒の危険もあるので食用には向かない。また、死後に時間が経つと磯臭さが強くなるので、この点でも注意を要する。主な料理法は刺身、洗い、寿司種、塩焼き、煮付け、唐揚げ、ポワレなど。

## イシダイを扱った文芸
- 『イシダイしまじろう』（菅能 琇一、1974年、文研出版） - 児童書（自然科学の読み物）。日本図書館協会選定図書。